# Bannissement d'Odin
Le bannissement d'Oðinn est un mythe nordique dont trois versions distinctes nous sont parvenues.

## Attestations

### Par Snorri Sturluson
Dans son Ynglingasaga (3), Snorri Sturluson raconte très brièvement qu'Odin étant parti pour un très long voyage, les Ases crurent qu'il ne reviendrait pas. Vili et Vé se partagèrent alors son héritage, ainsi que sa femme Frigg. Odin revint peu après et reprit sa femme.
Il est fait allusion à cet épisode dans la Lokasenna (26), poème de l'Edda poétique, lorsque Loki reproche à Frigg d'avoir trompé Odin avec les frères de celui-ci.

### Par Saxo Grammaticus
Dans sa Geste des Danois, Saxo Grammaticus fait deux récits qu'il est possible de rapprocher du mythe raconté chez Snorri.

#### L'exil d'Othinus
Saxo Grammaticus raconte d'abord l'exil volontaire d'Odin, qu'il nomme Othinus (Geste des Danois, I, 7).
Considéré comme un dieu dans toute l'Europe, Othinus reçut en présent de la part des rois du Nord une statue à son image, en or et chargée de bracelets. Jalouse, Frigg fit enlever l'or de la statue par des orfèvres. Othinus les fit pendre et, par un sortilège, il rendit la statue capable de parler si un homme la touchait. Mais Frigg ne renonça pas et se donna à l'un de ses serviteurs pour qu'il l'aide à s'emparer de l'or. Honteux, Othinus décida alors de partir en exil.
Pendant son absence, un magicien, Mithothyn, usurpa son pouvoir. Se faisant passer pour un dieu, il se fit vénérer comme tel, et institua un changement dans les procédures cultuelles. À son retour, Othinus récupéra son pouvoir, expulsant du pays tous les magiciens qui s'étaient fait passer pour des dieux.

#### Le bannissement d'Othinus
Une seconde version évoque un bannissement au sens propre du terme (Geste des Danois, III, 4).
Après la mort de Balderus, Othinus apprit d'un devin que son fils serait vengé par l'enfant qu'il aurait de Rinda, fille du roi des Ruthènes. Mais ses diverses tentatives pour séduire la jeune fille ayant échoué, c'est par une ruse infâme qu'il parvint à ses fins. L'ayant appris, et craignant que l'infâmie d'Othinus ne retombe sur eux, les dieux prirent la décision de le déchoir et de le bannir, et c'est un certain Ollerus qui fut choisi pour le remplacer. Au bout de dix ans, les dieux jugèrent qu'Othinus avait été suffisamment puni et lui rendirent sa place.

## Interprétation
Pour Roger Caillois, Mithothyn est une attestation nordique d'un "faux-roi", qui accède au pouvoir le temps de la fête pour y donner des ordres souvent ridicules. En effet, la fête est, selon cette théorie, une période de transgression du sacré où l'ordre normal de l'univers est, temporairement, renversé. À Rome notamment, mais également à Rhodes ou Babylone, il était désigné lors de la fête un souverain fantaisiste, qui souvent était à l'issue de celle-ci exécuté. Mithothyn serait alors l'un de ces parodistes du pouvoir. Le carnaval moderne, au cours duquel un roi figuré est finalement brûlé, serait une survivance de cette pratique.